# لئو فسان
لئو فسان (انگلیسی: Leo Fasan؛ زادهٔ ۴ ژانویهٔ ۱۹۹۴) بازیکن فوتبال اهل بریتانیا است.
از باشگاه‌هایی که در آن بازی کرده‌است می‌توان به باشگاه فوتبال فالکیرک و باشگاه فوتبال اودینزه اشاره کرد.